# Шалгам

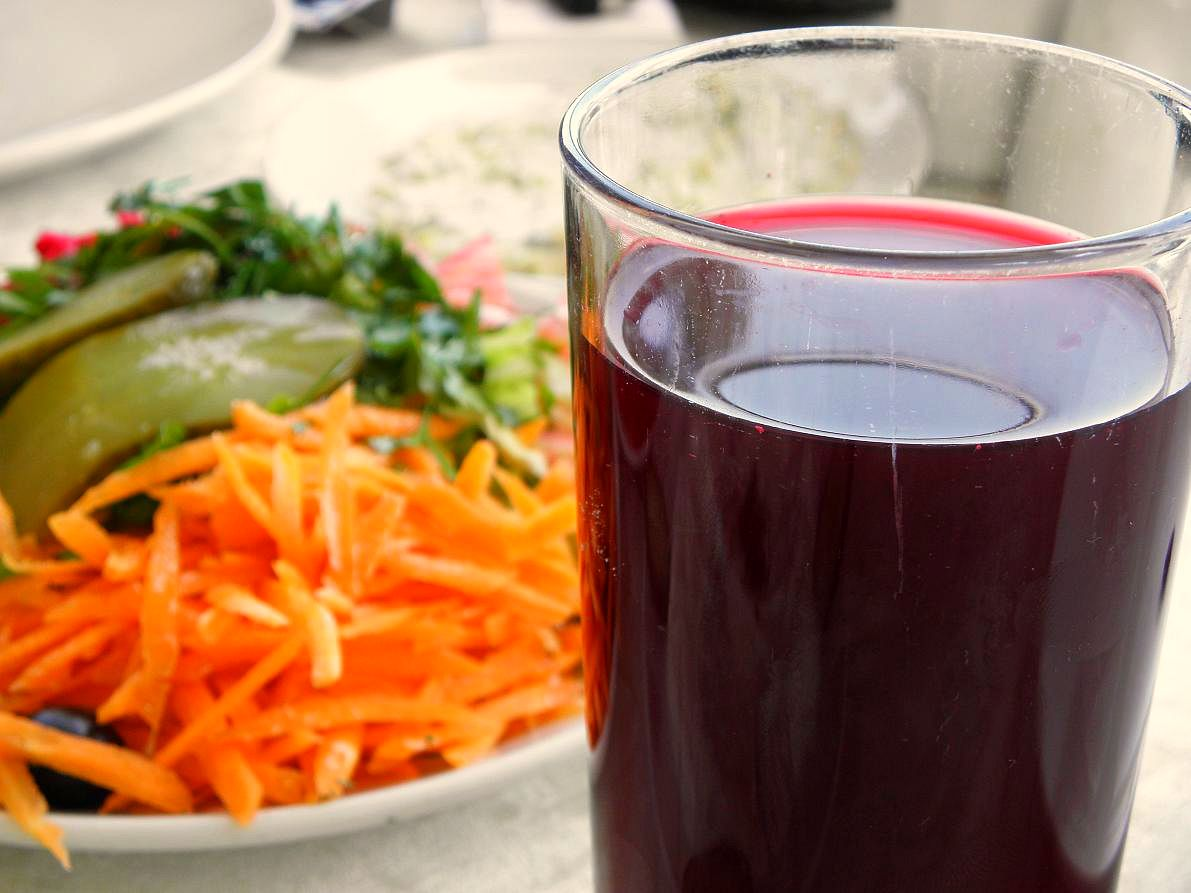
Склянка шалгаму

Шалгам (тур. şalgam suyu або скорочено şalgam) — гострий національний турецький напій з ріпи, походить з регіону Чукурова. Особливо популярний в Адані, Хатаї, Тарсі, Кахраманмараші, Ізмірі. На смак шалгам схожий на розсіл, колір — темно-червоний. Часто вживають разом з адана кебабом та раки.

## Історія
Назва «шалгам» походить від перського شلغم та означає «ріпа».
Французький мандрівник, натураліст і письменник П'єр Белон ще в XV ст. описав існування напою та практику його створення. Вивчення напою також доводить, що чорна морква має ефект високовуглеводної дієти.

## Виробництво
Цей напій виробляють з ріпи, чорної моркви та меленого булгуру з додаванням оцту, солі та дріжджів, шляхом кисломолочного бродіння.
Не існує стандартної технології виробництва шалгаму. З 1996 року в Туреччині з'явилися фабрики з виготовлення цього напою. Найбільший виробник Doganay Gida, частка якого на ринку становить близько 95%.
Для ферментації у промислових масштабах потрібно 4—5 днів, при традиційному методі — 10—12.

## Користь шалгама
1. Покращення апетиту
2. Прискорення та стабілізація травної системи
3. Вміст вітамінів групи B, що заспокійливо впливає на нервову систему
4. Позитивно впливає на роботу шлунка та печінки
5. Дозволяє позбутися похмілля[6]
6. Має антисептичний ефект
7. Виведення токсинів з організму

## Події
Із 2010 року в Адані проводиться Фестиваль адана кебабу та шалгама (тур. Adana Kebap ve Şalgam Festival), аби продовжити вікову традицію вживання кебабу з печінкою, шалгамом та раки. Подія перетворилася на національний популярний вуличний фестиваль; вуличні музиканти, що грають на барабанах та зурні, розважають відвідувачів усю ніч на другу суботу грудня.